# Saunders Island (Südsandwichinseln)
Saunders Island ist die drittgrößte der im Südatlantik gelegenen Südlichen Sandwichinseln.

## Geographie
Die politisch zum Britischen Überseegebiet „Südgeorgien und die Südlichen Sandwichinseln“ zählende, unbewohnte und sichelförmige Vulkaninsel (Länge etwa 9,2 km, maximale Breite 6,3 km) liegt südlich der Candlemasinseln und nördlich von Montagu Island. Saunders Island wird vom aktiven Schichtvulkan Mount Michael gebildet, dessen letzter sicher bezeugter explosiver Ausbruch 1819 registriert wurde. Die Lage fernab von menschlichen Siedlungen lässt jedoch den Schluss zu, dass sich seitdem noch weitere unbeobachtete Eruptionen ereignet haben. Die Auswertung von Satellitenbildern erbrachte jedenfalls Hinweise auf umfangreiche vulkanische Aktivitäten für die Zeit ab 1995. Die gemessenen thermischen Anomalien werden als Beweis für die zumindest zeitweise Existenz eines aktiven Lavasees im Gipfelkrater betrachtet. Zahlreiche kleinere Ausbrüche konnten im genannten Zeitraum beobachtet werden, der bislang letzte im Jahr 2015.

## Geschichte
Saunders Island wurde 1775 vom englischen Seefahrer James Cook entdeckt und nach dem britischen Admiral Charles Saunders (1715–1775) benannt. Wiederentdeckt wurde die Insel rund 45 Jahre später im Zuge einer Antarktis-Expedition durch den deutschbaltischen Seefahrer in russischen Diensten Fabian Gottlieb von Bellingshausen.